# 소에히촌
소에히촌(傍陽村)은 나가노현 지사가타군에 있던 촌이다. 현재의 우에다시에 해당한다.

## 역사
- 1889년 4월 1일 - 정촌제 시행에 의해 소에히촌이 단독으로 자치체를 형성하였다.
- 1958년 10월 1일 - 오사촌, 모토하라촌과 합병해, 사나다정이 성립하여, 동일 오사촌은 폐지되었다.

## 참고문헌
- 角川日本地名大辞典 20 長野県